# Grøn buxbaumia
Grøn buxbaumia (Buxbaumia viridis) er et sjældent mos i Danmark på åben morbund og frønnet træ i skove. Det videnskabelige artsnavn viridis betyder 'grøn'.